# Daylight Again
| 전문가 평가   | 전문가 평가 |
| 평가 점수     | 평가 점수   |
| 출처          | 점수        |
| ------------- | ----------- |
| Allmusic      | [ 1 ]       |
| The Music Box | [ 2 ]       |

《Daylight Again》은 크로스비, 스틸스 & 내시의 네 번째 스튜디오 음반이자, 트리오 구성으로는 세 번째 스튜디오 음반이다. 이 음반은 빌보드 200 차트에서 최고 8위를 기록했으며, 이는 2023년 데이비드 크로스비가 사망하기 전 이 밴드가 마지막으로 톱 10에 진입한 기록이기도 하다. 이 음반에서는 세 장의 싱글이 발매되었으며, 모두 빌보드 핫 100 차트에 진입했다. 〈Wasted on the Way〉는 9위, 〈Southern Cross〉는 18위, 〈Too Much Love to Hide〉는 69위를 기록했다. 《Daylight Again》은 미국 음반 산업 협회로부터 플래티넘 인증을 받았으며, 판매량은 185만 장에 달했다.

## 배경
이 음반의 기원은 1980년과 1981년에 간헐적으로 진행된 스티븐 스틸스와 그레이엄 내시의 녹음에서 비롯되었으며, 애초에는 스틸스–내시 프로젝트로 기획되었다. 이들은 데이비드 크로스비의 자리를 대신해 아트 가펑클, 티머시 B. 슈미트, 마이크 피니건 등을 객원 보컬로 참여시켰다. 그러나 애틀랜틱 레코드의 경영진은 밴드 구성원 개개인의 작업보다는 크로스비, 스틸스 & 내시(CSN)의 이름으로 된 결과물에만 관심을 보였고, 크로스비의 참여를 요구하며 압박을 가했다. 이에 따라 내시와 스틸스는 녹음 세션 비용을 자비로 부담해야 했다. 결국 이들은 회사의 입장을 받아들이기 시작했고, 막판에 크로스비에게 참여를 요청하기로 결정했다.
크로스비는 이 음반에 두 곡을 기여했다. 〈Delta〉에서는 크로스비가 미리 다중 트랙으로 녹음해둔 하모니에 스틸스와 내시가 보컬을 덧입혔고, 〈Might As Well Have a Good Time〉은 정통적인 크로스비, 스틸스 & 내시 스타일로 완성되었다. 그러나 이 음반의 대부분은 주축 트리오 외에 다른 보컬들의 참여가 두드러지며, 외부 작곡가의 비중 또한 높다는 점에서 CSNY 관련 음반으로는 이례적인 특징을 지닌다. 음반의 가장 큰 히트곡인 〈Wasted on the Way〉는 그룹이 음악에 집중하기보다는 다툼과 회피에 시간을 허비한 것을 회고하며 내시가 작곡했다. 두 번째 싱글인 〈Southern Cross〉는 스틸스가 리처드 커티스와 마이클 커티스 형제의 곡을 부분적으로 개작한 작품이다. 〈Daylight Again〉은 남북 전쟁 당시 남부에 관한 무대 이야기 중 스틸스가 연주한 기타 피킹에서 비롯된 곡으로, 이는 1970년 싱글 〈Ohio〉의 B-사이드로 발표된 〈Find the Cost of Freedom〉으로 자연스럽게 이어지며 구성되었다.
《Daylight Again》은 밴드가 비디오 시대에 발표한 첫 음반으로, 〈Southern Cross〉를 위한 뮤직비디오가 제작되었다. 이 영상에는 밴드와 함께 이들이 자주 사용하는 은유 중 하나인 범선이 등장한다. 해당 비디오는 1982년과 1983년 MTV에서 상당한 빈도로 방영되었으며, 음반의 판매를 촉진하는 데 기여했다.

## 곡 목록
| #  | 제목                       | 작사·작곡                                     | 재생 시간 |
| -- | -------------------------- | --------------------------------------------- | --------- |
| 1. | 〈Turn Your Back on Love〉 | 스티븐 스틸스, 그레이엄 내시, 마이클 스터지스 | 4:51      |
| 2. | 〈Wasted on the Way〉      | 내시                                          | 2:52      |
| 3. | 〈Southern Cross〉         | 스틸스, 리처드 커티스, 마이클 커티스          | 4:41      |
| 4. | 〈Into the Darkness〉      | 내시                                          | 3:23      |
| 5. | 〈Delta〉                  | 데이비드 크로스비                             | 4:15      |

| #  | 제목                                        | 작사·작곡                  | 재생 시간 |
| -- | ------------------------------------------- | -------------------------- | --------- |
| 1. | 〈Since I Met You〉                         | 스틸스, 스터지스           | 3:12      |
| 2. | 〈Too Much Love to Hide〉                   | 스틸스, 게리 톨먼          | 3:58      |
| 3. | 〈Song for Susan〉                          | 내시                       | 3:08      |
| 4. | 〈You Are Alive〉                           | 스틸스, 스터지스           | 3:04      |
| 5. | 〈Might As Well Have a Good Time〉          | 주디 헨스키, 크레이그 도지 | 4:28      |
| 6. | 〈Daylight Again/Find the Cost of Freedom〉 | 스틸스                     | 2:36      |

## 인증
| 국가                       | 인증     | 판매량/출하량 |
| -------------------------- | -------- | ------------- |
| 미국 (RIAA)                | 플래티넘 | 1,000,000^    |
| ^출하량을 기반으로 한 인증 |          |               |